# 兴海街道 (盘锦市)
兴海街道，是中华人民共和国辽宁省盘锦市兴隆台区下辖的一个乡镇级行政单位。

## 行政区划
兴海街道下辖以下地区：
瀚新社区、日月兴城社区、恒泰社区、赵家村、陈屯村、牛官村、东跃村、西跃村、粮家村、李家村、裴家村和常家村。